# Station Emerson Park
Emerson Park is een spoorwegstation van National Rail in Havering in Engeland. Het station is eigendom van Network Rail en wordt beheerd door London Overground.

## Geschiedenis
De Romford to Upminster Line werd in 1893 aangelegd als een tak van de London, Tilbury and Southend Railway (LTSR). Vastgoedontwikkeling in de directe omgeving en het in 1908 aangekondigde treinstation bij het nabijgelegen Gidea Park was voor LTSR aanleiding om ook een station bij de nieuwe woonwijk te bouwen. Emerson Park halt werd op 1 oktober 1909 geopend en in 1910 volgde Gidea Park aan de Great Eastern Railway (GER). Behalve het station zelf bouwde LTSR een keerlus ten westen van het station zodat extra treinen tussen Emerson Park en Upminster konden rijden. In 1934 werden trek-duw treinen geïntroduceerd waardoor de lus overbodig werd en deze werd dan ook omstreeks 1936 opgebroken. Het station heette aanvankelijk Emerson Park Halt, in de loop der tijd werd in sommige dienstregelingen en op sommige bewegwijzering Emerson Park & Great Nelmes getoond. De stationsnaam werd later vereenvoudigd tot Emerson Park, maar de datum van deze wijziging is niet geregistreerd. In 1923 werd de lijn en het station, net als de GER, ondergebracht in de London North Eastern Railway. In 1948 werden de Britse spoorwegen genationaliseerd in British Railways (BR) wat ruim 40 jaar zo bleef. In de jaren 90 van de twintigste eeuw werd, als voorbereiding op herprivatisering, BR gesplitst en kwam het station onder de hoede van Network South East. Daarna werd de concessie uitgegeven aan private vervoerders. In 2015 kwam de lijn weer in overheids handen toen vervoerder Greater Anglia de concessie afstond aan Transport for London die de lijn onderdeel maakte van de Overground. Hoewel het station al lang Emerson Park heet, luidt een perronbord dat in de late jaren 2000 door National Express East Anglia werd geplaatst nog steeds: "Welcome to Emerson Park Halt".

## Ligging en inrichting
Het station ligt aan de Romford to Upminster Line en is het enige tussenstation op die enkelsporige lijn, 2,9 km van Romford, en 2,9 km van Upminster. Het station bestaat uit een zijperron aan de noordzijde van het enkelspoor, dat met een hellingbaan verbonden is met de toegang aan de straat. Het station is zeer eenvoudig en heeft geen andere gebouwen dan een luifel die een deel van het perron bedekt. Er zijn OV-zuiltjes voor de Oyster card en een kaartautomaat. Door digitale borden en omroepberichten worden de reizigers voorzien van vertrekinformatie.

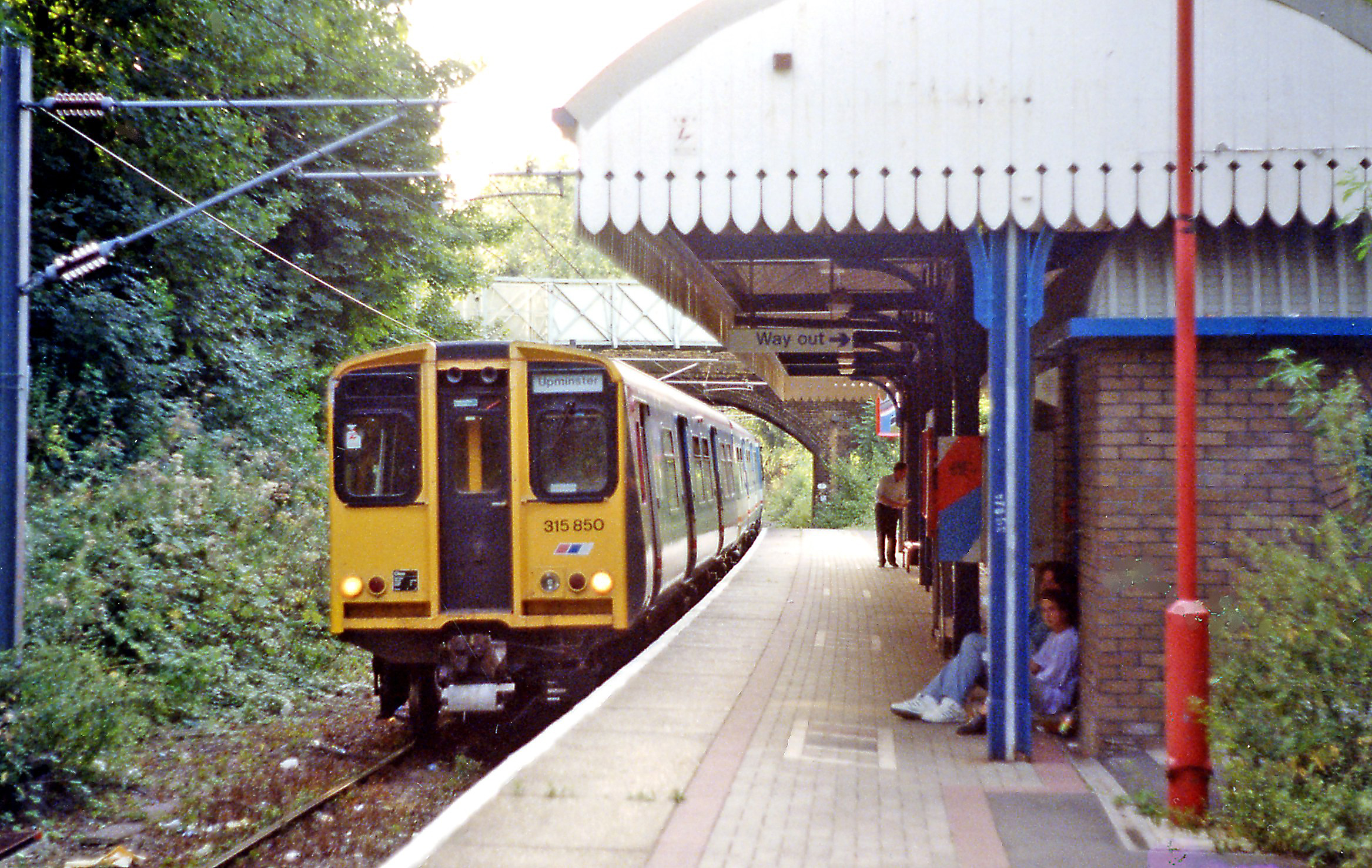
Een pendeltrein van Network South East in 1991 in het station.
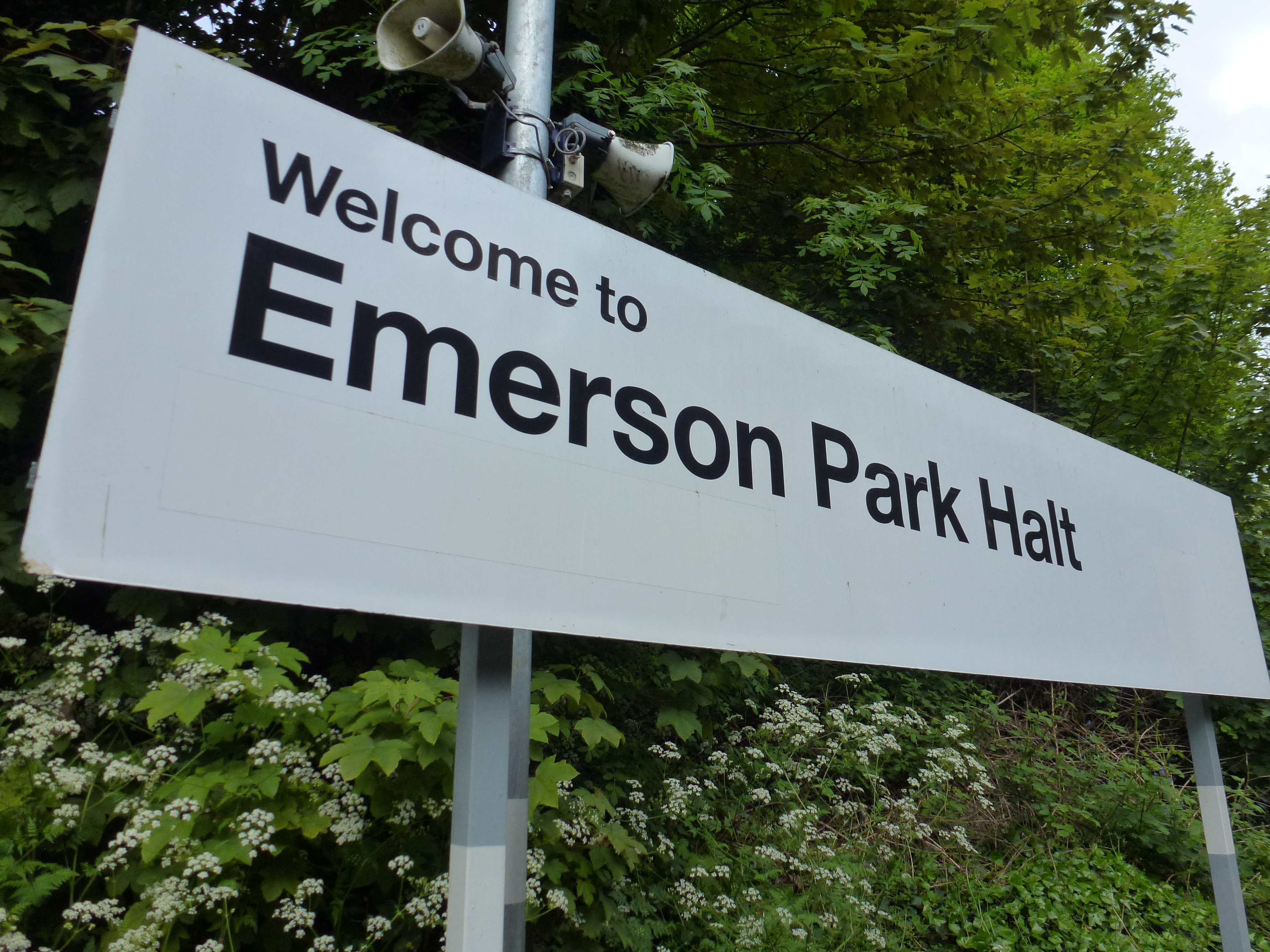
Het stationsnaambord van National Express East Anglia.
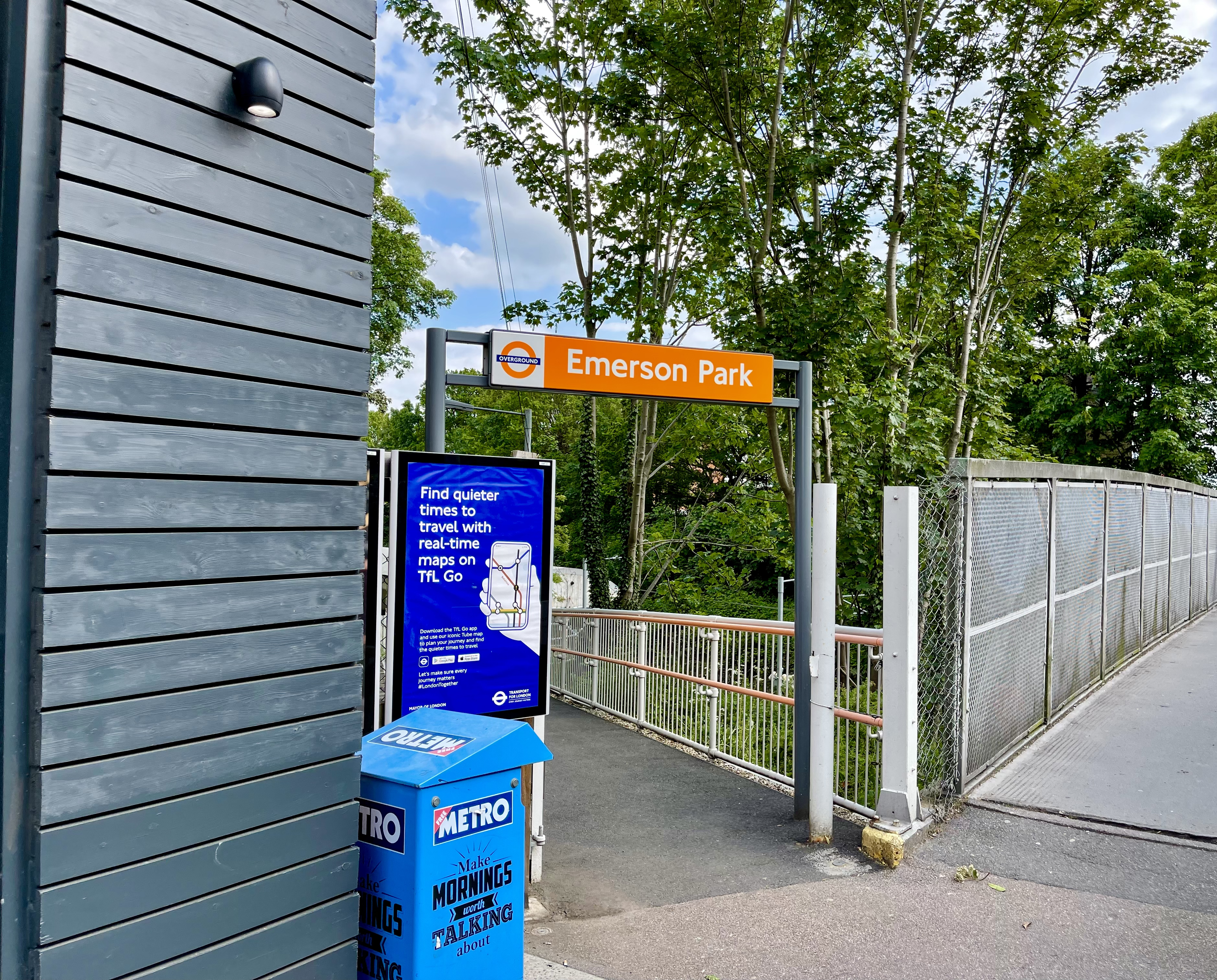
De ingang in het Overground tijdperk in 2021.

## Reizigersdienst
Het station ligt in tariefzone 6 en kent twee ritten per uur naar Upminster en twee per uur naar Romford. De reistijd volgens dienstregeling naar Upminster bedraagt vijf minuten en naar Romford vier minuten.
In 2015 ging het station over van vervoerder Abellio Greater Anglia naar London Overground, die het station ook beheert. Het heeft een relatief kleine maar snelgroeiende reizigersstroom voor een voorstedelijk treinstation, met ongeveer 350.000 in- en uitstappers in 2018-19, vergeleken met 127.000 vijf jaar eerder en slechts 59.000 tien jaar eerder: een stijging van 600% in tien jaar. Sindsdien rijden de diensten van maandag tot en met zaterdag tussen ongeveer 6.15 en 22.00 uur en op zondag van ongeveer 8.45 tot 20. De Oyster pay as you go kan sinds 2010 gebruikt worden op het station.